# Edward Murphy, Jr.
Edward Murphy, Jr. (Troy, 1836. december 15. – Elberon, 1911. augusztus 3.) az Amerikai Egyesült Államok szenátora (New York, 1893–1899).